# Mutator
Mutator is een andere benaming voor een gestuurde gelijkrichter of wisselrichter. Een mutator zorgt dat de wisselspanning van het elektriciteitsnet wordt omgezet in een regelbare gelijkspanning of omgekeerd. Hierbij maakt men gebruik van thyristoren. 
Er zijn verschillende soorten mutatoren bedoeld om spanning regelbaar te maken voor het aansturen van een gelijkstroommotor. Er bestaat bijvoorbeeld de M1-mutator die vroeger ook wel de E1-mutator werd genoemd en de B2-mutator. Dit zijn enkelfase wisselstroommutatoren. Driefasenmutatoren zijn de M3-mutator en de B6-mutator.
De indexen duiden op het pulsnummer p. Hoe hoger het pulsnummer en hoe groter de toegelaten uitgangsrimpel, des te goedkoper zal het uitgangsfilter zijn.
pulsnummer p = rimpelfrequentie grondharmonische van de uitgangsspanningfrequentie voedingsnet